# Тереза Вільєрс
Тереза Енн Вільєрс (англ. Theresa Anne Villiers; нар. 5 березня 1968, Лондон) — британський, член Європейського парламенту з 1999 по 2005, з 2005 — член Палати громад. У 2012—2016 роках була міністром з питань Північної Ірландії в уряді Девіда Камерона.

## Біографія
Вона вчилася у Francis Holland School, потім навчався на юридичному факультеті Університету Бристоля і Jesus College в Оксфорді. Практикується як юрист, була також викладачем в Кінгс-коледжі Лондона.
У 1999 і 2004 роках від Консервативної партії була обрана до Європейського парламенту. Вона була членом групи християнських демократів, працювала у Комітеті з економіки та валюти і Комітеті з правових питань.
На національних виборах у 2005 році від імені торі отримала мандат депутата Палати громад від округу Chipping Barnet. У 2007 році вона стала «тіньовим» міністром транспорту. У 2010 році була успішно переобрана. Після формування уряду Девіда Кемерона увійшла до його складу як державний міністр (еквівалент заступника міністра) в міністерстві транспорту. У 2012 була призначена членом кабінету і взяла на себе керівництво міністерством з Північної Ірландії.